# Sacrosanctum Concilium
Sacrosanctum Concilium, Konstitutionen om den heliga liturgin, är ett av Andra Vatikankonciliets viktigaste dokument. Sacrosanctum Concilium, som promulgerades den 4 december 1963, initierade en rad reformer på liturgins område. Den rätta tolkningen av dokumentet är bland katoliker en omstridd fråga.